# Amphisbaena vanzolinii
Espèce
Synonymes
- Amphisbaena hugoi Vanzolini, 1989

Amphisbaena vanzolinii est une espèce d'amphisbènes de la famille des Amphisbaenidae.

## Répartition
Cette espèce se rencontre au Guyana, au Suriname et en Amazonas au Brésil.  

## Étymologie
Cette espèce est nommée en l'honneur de Paulo Emilio Vanzolini.

## Publication originale
- Gans, 1963 : Notes on amphisbaenids (Amphisbaenia, Reptilia). 8. A redescription of Amphisbaena stejnegeri and the description of a new species of Amphisbaena from British Guiana. American Museum Novitates, n. 2128, p. 1-18 (texte intégral).